# Freddy Jönsson

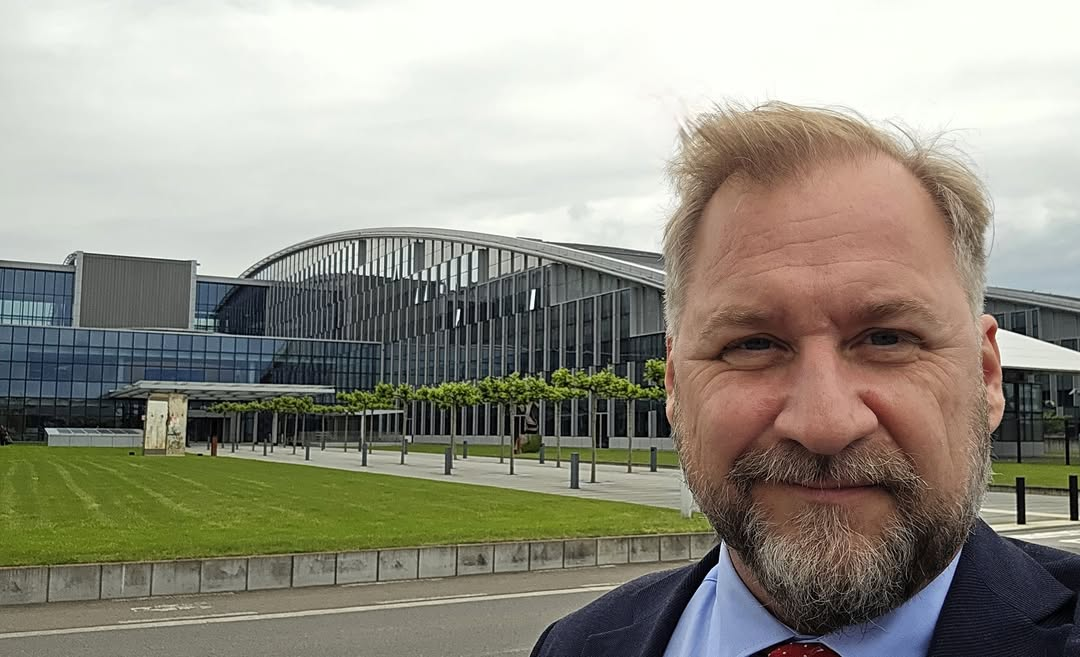
Freddy Jönsson Hanberg utanför NATO-högkvarteret i Bryssel (montage)

Freddy Jönsson Hanberg, född 5 november 1968, är styrelseordförande i Totalförsvarsstiftelsen och ledamot i Kungliga Krigsvetenskapsakademien

## Biografi
Jönsson Hanberg har studerat socialantropologi, internationella relationer, organisation och ledarskap vid Göteborgs universitet, företagsekonomi vid Örebro universitet och verksamhets- och kvalitetsutveckling vid Högskolan på Gotland. Han är även utbildad till officer och är major i reserven.
Jönsson Hanberg grundade 2000 nätverket Sweat Equity Network. Han arbetade då på riskkapitalbolaget Momentor AB som grundades och leddes av bröderna Sverker Littorin och Sven Otto Littorin. Sweat Equity Network samlade alla aktörer i Sverige som genomförde utvecklingsinsatser i företag mot betalning i aktier.
2002 startade han företaget Corporate Engineering AB som såldes till Exadev 2015. Detta bolag var tillsammans med Momentor AB Sveriges mest aktiva sweat equity-aktörer. Näst största ägare och ordförande 2002-2009 är affärsängeln Didrik Hamilton, bror till Archibald Hamilton.
Jönsson Hanberg var under 2005-2007 VD för konsultföretaget Spintrack AB. 
2007 grundade han företaget Svensk Industriproduktion, ett investmentbolag som förvärvar generationsskiftesföretag.
Jönsson Hanberg är grundare av Totalförsvarsstiftelsen och övningsledare för Nato-övningen Nordic Pine.
Han har varit strategichef på försvars- och säkerhetsföretaget MW Group och strategisk rådgivare på Rise (forskningsinstitut).
Freddy Jönsson Hanberg är också en debattör inom försvarspolitik och säkerhetspolitik.
Freddy Jönsson Hanberg är chef ("Director") för Security of Supply Centre of Excellence
Freddy Jönsson Hanberg är ledamot av Kungliga Krigsvetenskapsakademien